# Isaak Komnenos (Sohn Alexios’ I.)

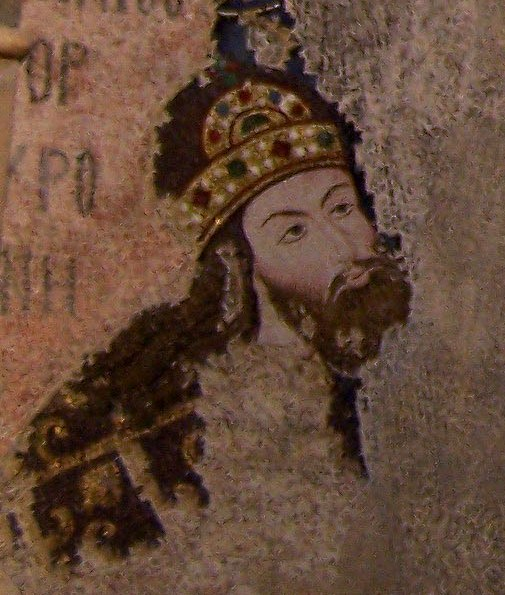
Isaak Komnenos auf einem Mosaik in der Chora-Kirche

Isaak Komnenos (mittelgriechisch Ἰσαάκιος Κομνηνός; * 16. Januar 1093 in Konstantinopel; † nach 1152 in Feres) war ein byzantinischer Prinz und Thronprätendent aus der Dynastie der Komnenen.

## Leben
Isaak war der dritte Sohn des Kaisers Alexios I. und der Irene Dukaina. Er wurde in der Porphyra des kaiserlichen Palastes geboren und trug daher den Beinamen Porphyrogennetos. Während sein ältester Bruder Johannes II. von Alexios I. zum Mitkaiser und sein zweitältester Bruder Andronikos zum Sebastokrator (Vizekaiser) erhoben wurden, musste Isaak sich zu Lebzeiten seines Vaters mit dem Titel Kaisar begnügen.
Nach dem Tode Alexios’ I. am 15. August 1118 unterstützte Isaak Komnenos die Thronfolge seines Bruders Johannes II. gegen die Ansprüche des Kaisars Nikephoros Bryennios, der mit ihrer beider Schwester Anna Komnena verheiratet war. Als Gegenleistung erhob Johannes II. Isaak 1122 zum Sebastokrator, womit dieser dem Kaiser in der Hofhierarchie fast gleichgestellt wurde. Im Gegensatz zu seinem Bruder, der sich während seiner Regierungszeit überwiegend militärisch engagierte, widmete sich Isaak auch der Literatur und Philosophie: Er sammelte und schrieb selbst Gedichte und war möglicherweise der Verfasser von drei Abhandlungen und zwei Kommentaren zu Homer.
Im Jahr 1130 fiel Isaak Komnenos, dem eigene Ambitionen auf den Thron nachgesagt wurden, bei Johannes II. in Ungnade. Er floh mit seinem ältesten Sohn Johannes Tzelepes nach Melitene an den Hof des danischmendischen Emirs Gümüştekin. Im Exil bemühte sich Isaak, eine Allianz gegen seinen Bruder zu schmieden, an der sich der Sultan der Rum-Seldschuken, Mas'ud I., der von Byzanz abtrünnige Herr von Trapezunt, Konstantin Gabras, der kleinarmenische Fürst Leon I. und das Königreich Jerusalem, das er 1136 persönlich besuchte, beteiligen sollten. Diese Bündnispläne scheiterten jedoch vor allem an Isaaks notorischem Geldmangel, so dass er sich 1138 (oder schon 1136) gezwungen sah, sich mit seinem Bruder auszusöhnen. Als Johannes Tzelepes 1139 (oder 1140) erneut zu den Türken überlief, nahm Johannes II. dies zum Anlass, Isaak Komnenos nach Herakleia Pontike zu verbannen.
Kurz vor seinem Tod 1143 designierte Johannes II. seinen vierten und jüngsten Sohn Manuel I. Komnenos zum Nachfolger, wobei er seinen dritten (und ältesten überlebenden) Sohn, den Sebastokrator Isaak, überging. In den folgenden Thronwirren unterstützte der ältere Isaak seinen jüngeren Namensvetter, doch entschied das Eingreifen des Generals Johannes Axuch den Machtkampf zu Gunsten Manuels, der danach gegenüber seinen rebellischen Verwandten, zu denen auch der Kaisar Johannes Roger Dalassenos zählte, Milde walten ließ. 1145 scheiterte der ältere Isaak mit einem weiteren Versuch, dem politisch geschwächten Manuel I. den Thron zu entreißen.
Nach 1150 zwang Manuel I. seinen Onkel zum Rückzug ins Privatleben. Als seinen Alterssitz und Grablege gründete Isaak Komnenos 1152 das koinobitische Kloster der Theotokos Kosmosoteira in Feres, dessen Typikon er selbst verfasste. Eine bildliche Darstellung Isaaks findet sich in der Chora-Kirche in Konstantinopel, die er großzügig ausbauen ließ.
Isaaks jüngerer Sohn Andronikos Komnenos gelangte 1182 auf den byzantinischen Thron. Dessen Nachkommen begründeten nach der Eroberung Konstantinopels im Vierten Kreuzzug 1204 das Kaiserreich Trapezunt.